# Мэри (слониха)
Мэ́ри (Больша́я Мэ́ри; англ. Mary, Big Mary; ок. 1886 года — 13 сентября 1916 года, Эрвин, Теннесси, США) — азиатская слониха, выступавшая в американском цирке братьев Спаркс (англ. Sparks World Famous Shows). Получила известность после того, как была повешена за убийство человека.

## Убийство
12 сентября 1916 года цирковая труппа братьев Спаркс приехала на выступление в город Кингспорт, Теннесси. Они привезли с собой 30-летнюю слониху Мэри, которая тоже должна была выступать. За Мэри следил некий Рэд Элдридж, новичок на цирковой работе, не умевший обращаться с животными. Перед одним из выступлений Элдридж, чтобы вывести Мэри на сцену, проткнул её ухо крючком. Мэри рассердилась, обхватила его хоботом, и, бросив на землю, затоптала насмерть. Возникла паника. По слонихе стали стрелять, однако средний калибр пуль не убивал её. Слониху с трудом удалось остановить. Местный шериф Хикман «арестовал» Мэри и закрыл в клетке рядом с городской тюрьмой. Жители соседних городов, узнав о побоище, заявили, что не примут этот цирк у себя, пока слониха жива.
Хотя с достоверностью известно об одном погибшем, в «Хотите — верьте, хотите — нет» 1938 года сообщалось, что слониха ответственна за смерть 3 человек, а народная молва говорила о 8 убитых.

## Повешение
Под давлением общественности владельцы цирка братья Спаркс приняли решение — на следующий день Мэри повесили на железнодорожном подъёмном кране на глазах у толпы зрителей. Собралось около 5000 человек. Но цепь, за которую повесили слона, не выдержала веса и оборвалась. Мэри упала, сломав бедро. Её повесили снова, и Мэри умерла. Мэри похоронили рядом с местом расправы.

## Случаи казни слонов
Похожая участь постигла ранее, в 1904 году, слониху по имени Топси. Её казнили, пропустив через тело Топси переменный электрический ток напряжением 6600 В. В отличие от Мэри, над Топси предварительно было проведено расследование, признавшее её опасной для людей.

## В массовой культуре
- Певец Чак Бродски[англ.] написал песню о Мэри — «Mary The Elephant».